# Towciwiłł Kiejstutowicz
Towciwiłł, Towtwiłł (Konrad), lit. Tautvilas (ur. ok. 1350, zm. 1390 lub 1395/1397) – książę litewski z rodu Giedyminowiczów, syn Kiejstuta, brat Witolda i Zygmunta. 

## Życiorys
Był jednym z młodszych synów księcia litewskiego Kiejstuta. Po śmierci Kiejstuta (1382), który zginął zamordowany w okresie walk z Jagiełłą, jego syn Witold wraz ze swymi poplecznikami opuścił Litwę i udał się wpierw do swego szwagra księcia Janusza, władającego Mazowszem. W tym czasie Towciwiłł z nadania wielkiego księcia Jagiełły został władcą Nowogródka, jednakże szybko podążył śladem starszego brata, choć do końca nie jest pewne, czy Towciwiłł opuścił Litwę wspólnie z Witoldem, czy też bracia wyjechali osobno. Gdy Witold, w poszukiwaniu mocniejszego sojusznika w swej walce przeciwko Jagielle o litewski stolec wielkoksiążęcy, opuścił Mazowsze i przybył do Krzyżaków, wówczas Towciwiłł prawdopodobnie pozostał na Mazowszu, gdzie został ochrzczony i przyjął imię Konrad. Imię chrzestne księcia nawiązywało do imion książąt mazowieckich. Mimo że wielki mistrz zakonu krzyżackiego Konrad von Zollner interweniował u Jagiełły w sprawie wyzutych z ojcowizny Kiejstutowiczów, to w liście ze stycznia 1383 Jagiełło stanowczo odmówił żądaniu zwrotu ziem, którymi wcześniej władali.
W okresie starań o koronę królestwa polskiego Jagiełło, walcząc z Krzyżakami, zawarł porozumienie z Witoldem, który wnet porzucił krzyżackich sprzymierzeńców i w 1384 wrócił na Litwę, otrzymując we władanie Grodno, jednakże realną władzę w księstwie litewskim nadal sprawował Jagiełło, mianując swym namiestnikiem rodzonego brata, Skirgiełłę. Razem ze starszym bratem powrócił również Towciwiłł. Po kilku latach, niezadowolony ze swej podrzędnej pozycji Witold w 1389 wszczął bunt przeciwko litewskiemu hospodarowi i po raz kolejny zwrócił się o pomoc do Krzyżaków. Do Witolda ponownie przyłączył się wraz ze swą żoną Towciwiłł, któremu wcześniej, jak i innym zwolennikom Witolda, Jagiełło skonfiskował dobra. W 1390 Towciwiłł wziął udział w krzyżackim najeździe na Wilno, bronione przez litewsko-polską załogę.
W sierpniu 1390 armia krzyżacka prowadzona przez marszałka Engleharda Rabe rozpoczęła oblężenie litewskiej stolicy. Wedle przekazu kronikarza Wiganda z Marburga, podczas oblężenia we wrześniu tegoż roku książę Konrad (Towciwiłł) został ugodzony pociskiem i zmarł kilka tygodni później. Po śmierci Towciwiłł został pochowany w wileńskiej katedrze.
Zdaniem historyka Jana Tęgowskiego to nie książę Towciwiłł zginął w 1390 podczas oblężenia Wilna, ale jego bratanek Konrad, syn księcia Wojdata, zaś sam Towciwiłł zmarł między 2 lutego 1395 a przed 1398. Pogląd J. Tęgowskiego za nieprzekonywujący uznaje historyk Jarosław Nikodem.

## Rodzina
Jan Długosz twierdził, że żoną litewskiego bojara Moniwida była Julianna, rodzona siostra księżnej Anny, pierwszej żony Witolda i wdowa po zabitym w 1390 pod murami Wilna księciu Narymuncie. Z kolei tzw. Kronika Bychowca uważa, że Julianna była żoną Widymunta, stryja Biruty, zamordowanego przez Skirgiełłę. Na tej podstawie XIX-wieczny historyk Józef Wolff, stwierdzając pomyłkę Długosza co do imienia litewskiego księcia zabitego w 1390 roku, uznał, że Julianna była w rzeczywistości wdową po Towciwille, który zginął w 1390 pod Wilnem.
Córką Towciwiłła była Jadwiga, która imię otrzymała na cześć polskiej królowej. W dniu 27 września 1396 w Krakowie Jadwiga poślubiła księcia słupskiego Barnima V z pomorskiej dynastii Gryfitów. Małżeństwo miało na celu bliższe związanie z Polską słupskich książąt, zajmujących zmienne stanowisko w konflikcie trwającym między Koroną a Zakonem krzyżackim. Mąż Jadwigi zmarł przed 1403 rokiem.